# Bitwa o Bartoszyce
Bitwa o Bartoszyce – starcie zbrojne mające miejsce 4 lutego 1945 między oddziałami Armii Czerwonej a Wehrmachtu, zakończone zdobyciem Bartoszyc przez czerwonoarmistów.
Spodziewając się radzieckiej ofensywy dowództwo armii niemieckiej przygotowało miasto do długotrwałej obrony. Atak oddziałów 2 Gwardyjskiej Armii i 31 Armii realizowany był w ramach operacji wschodniopruskiej i doprowadził do przerwania niemieckich linii obrony i okrążenia Bartoszyc. 
Po przygotowaniu artyleryjskim piechota Armii Czerwonej ruszyła do ataku. W trakcie walk ulicznych garnizon niemiecki został rozbity. Tylko nielicznym Niemcom udało się wydostać z miasta. W czasie prowadzonych działań bojowych około 60% budynków uległo zniszczeniu.

## Upamiętnienie
Do 2017 roku zdobycie miasta przez Armię Czerwoną upamiętniała ulica 4 lutego.    